# Liw (gmina)
Pour les articles homonymes, voir Liw.

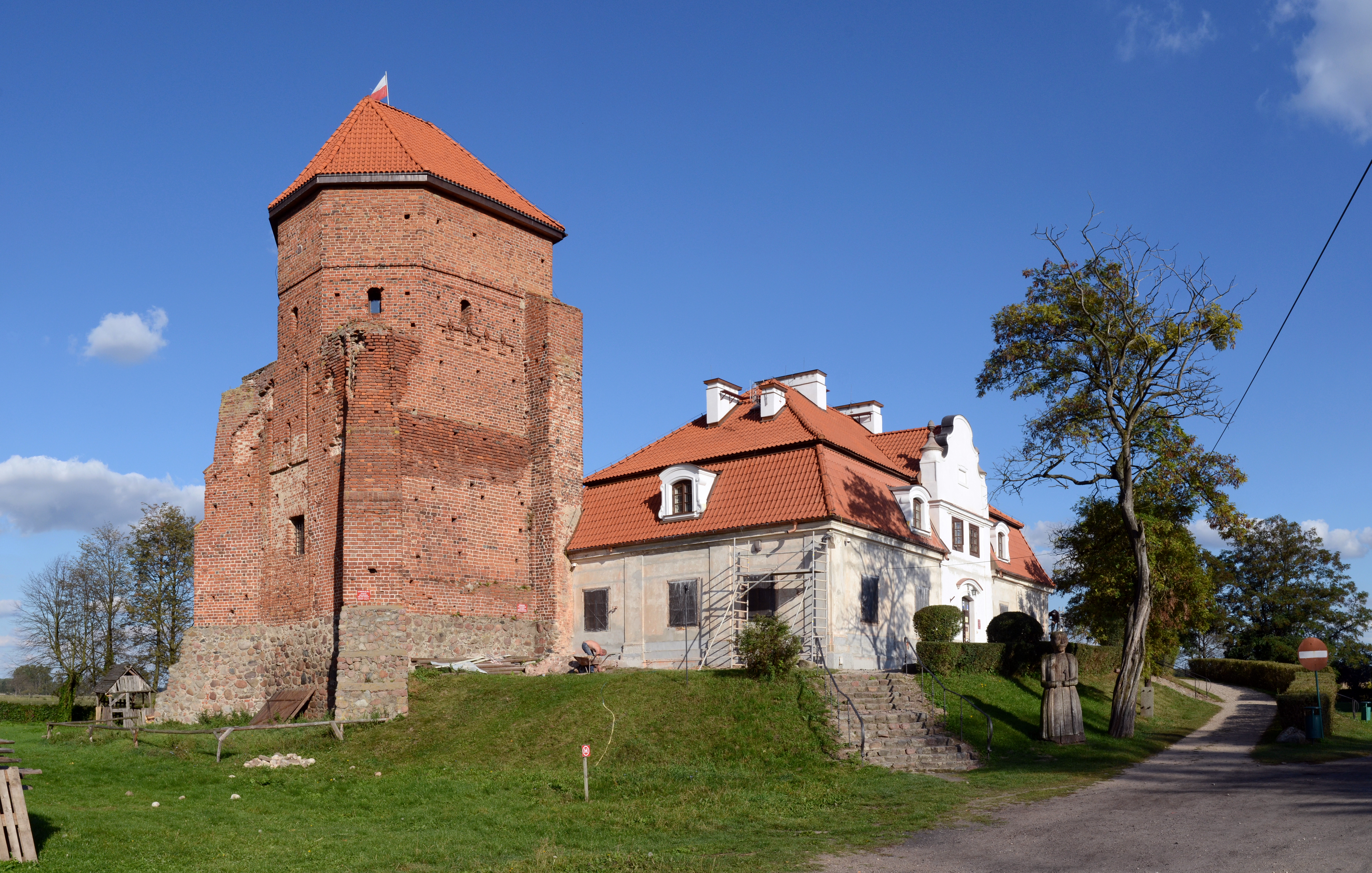
Le château de Liw en cours de rénovation en 2012.

La gmina Liw est un district administratif situé en milieu rural, dans le powiat de Węgrów, en voïvodie de Mazovie, dans le centre-est de la Pologne.
Elle tire son nom du village de Liw (le site d'un château; autrefois une ville).

Son siège administratif (chef-lieu) est la ville de Węgrów, bien que la ville ne fasse pas partie du territoire de la gmina.
La gmina couvre une superficie de 169,56 km2, et possède une population de 7 677 habitants en 2006.

## Géographie
La Gmina Liw comprend les villages de :

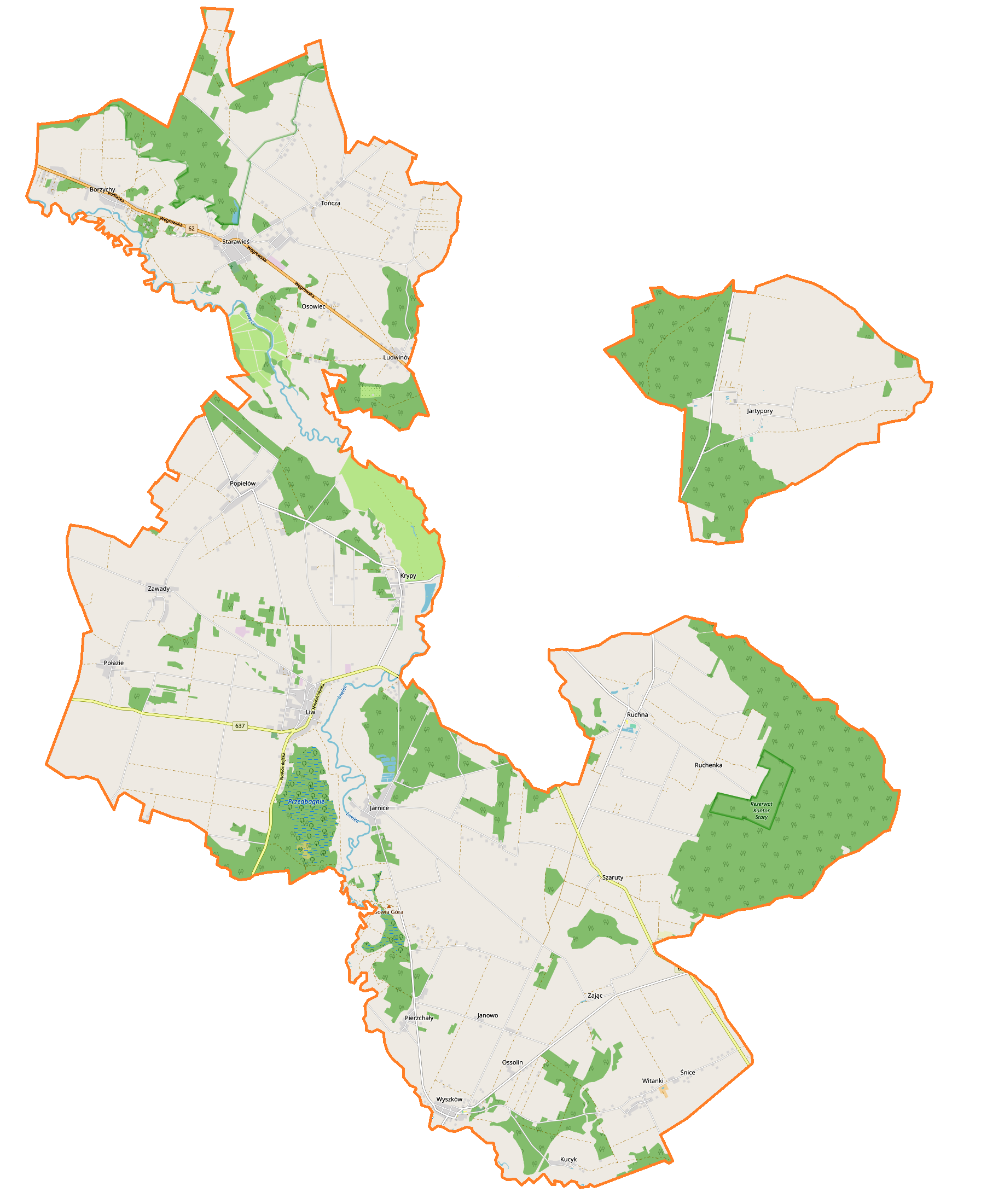
Plan de la gmina

- Borzychy
- Janowo
- Jarnice
- Jarnice-Pieńki
- Jartypory
- Krypy
- Kucyk
- Liw
- Ludwinów
- Ossolin
- Pierzchały
- Połazie
- Popielów
- Ruchenka
- Ruchna
- Śnice
- Starawieś
- Szaruty
- Tończa
- Tończa-Janówki
- Witanki
- Wyszków
- Zając
- Zawady

### Gminy voisines
Le gmina Liw est bordé par les gminas de
- Bielany
- Grębków
- Korytnica
- Miedzna
- Mokobody
- Sokołów Podlaski
- Stoczek
- Wierzbno

## Structure du terrain
D'après les données de 2002, la superficie de la commune de Liw est de 169,56 km2, répartis comme telle :
- terres agricoles : 71 %
- forêts : 22 %

La commune représente 13,91 % de la superficie du powiat.

## Démographie
Données du 30 juin 2004 :
| Description        | Total  | Total | Femmes | Femmes | Hommes | Hommes |
| ------------------ | ------ | ----- | ------ | ------ | ------ | ------ |
| Unité              | Nombre | %     | Nombre | %      | Nombre | %      |
| Population         | 7 726  | 100   | 3 887  | 50,3   | 3 839  | 49,7   |
| Densité (hab./km²) | 45,6   | 45,6  | 22,9   | 22,9   | 22,6   | 22,6   |